# Heteroátmenet

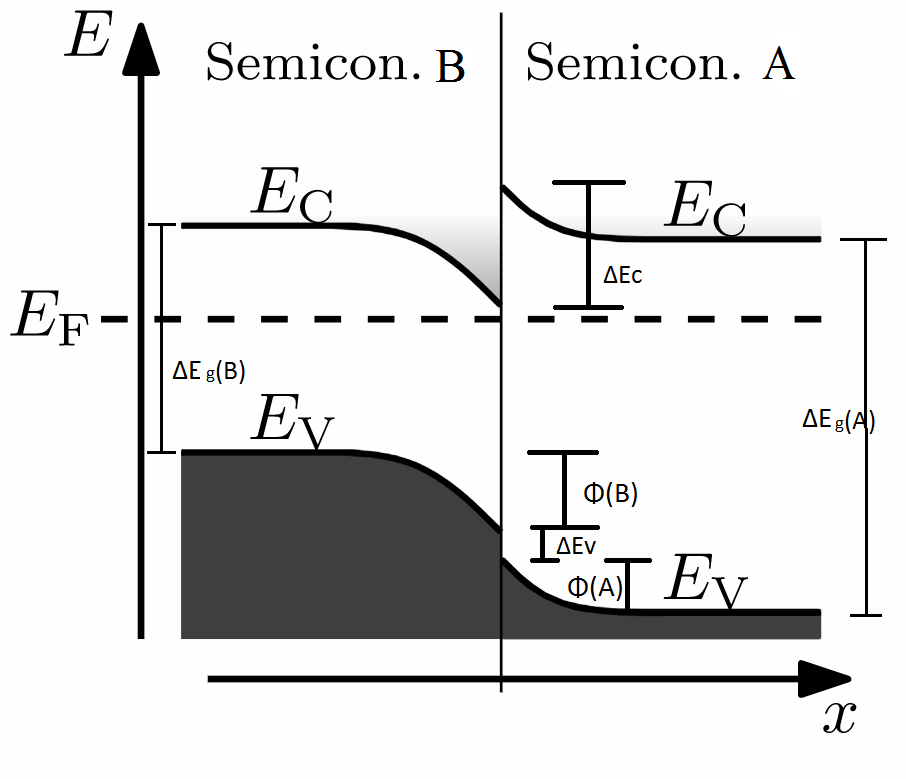
Egy lehetséges heteroátmenet sávdiagramja

A félvezetők fizikájában heteroátmenetnek nevezik azt az anyagi tartományt, mely két összeérintett, különböző sávszerkezeti jellemzőkkel bíró félvezető anyag határfelületén alakul ki. Heteroátmenetet képezhetnek különböző típusú félvezetők (pl. p-n átmenet), de akár azonos típusúak is. Például két n-típusú, de különböző anyagú, emiatt eltérő tiltott sávú félvezető határfelülete is alkothat heteroátmenetet.
Az átmenet fontos jellemzője, hogy a két félvezetőnek egymáshoz képest milyen a tiltott sávja, és azon belül hol található a Fermi-szint, ugyanis ez alapvetően befolyásolja a vezetési sávok és a vegyértéksávok kölcsönös helyzetét, és ennek következtében a heteroátmeneten alapuló félvezető eszköz viselkedését.
A 2000-es Fizikai Nobel-díjat Herbert Kroemer és Zsoresz I. Alfjorov kapta „a nagysebességű és optoelektronikában alkalmazott félvezető heteroszerkezetek kifejlesztéséért”.

## Előállítása
Különböző típusú félvezető rétegeket vékonyréteg-leválasztási eljárással, például molekulasugaras epitaxiával (MBE), atomi rétegleválasztással (ALD), vagy kémiai gőzfázisú leválasztással (CVD) lehet kialakítani. Gyakori elvárás egy heteroátmenetnél, hogy a két kristályos anyagi tartomány kötéshelyesen találkozzon, mely a rácsok rácsparamétereinek illesztésével idézhető elő. Erre jellemzően az epitaxiális rétegleválasztási módszerek alkalmazhatók.

## Fizikai leírása

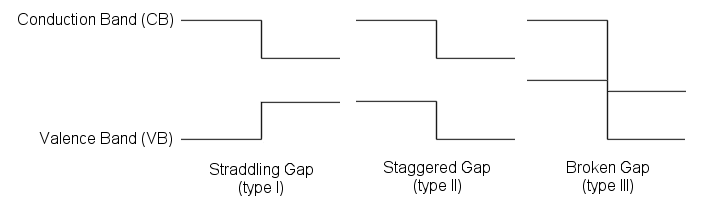
A heteroátmenet három alaptípusa aszerint, hogy a két különböző tiltott sávú félvezető tartomány sávjainak energiaszintjei között milyen különbségek alakulnak ki egyensúlyban

A heteroátmenetben kialakuló sávjellemzőket az szabja meg, hogy a két összeérintett félvezetőnek eredetileg milyen volt a sávszerkezete, illetve hogy jellemzőik egymáshoz hogyan viszonyulnak. Amikor kontaktusba hozzák a félvezetőket, azok kémiai potenciálja kiegyenlítődik. A heteroátmenetek három alaptípusát aszerint különböztetik meg, hogy a két félvezető Fermi-szintje milyen módon viszonyul a sávélekhez:
- Az egyik félvezető tiltott sávját a másiké teljesen fedheti.
- A két félvezető tiltott sávja részben átfedhet.
- Elképzelhető olyan eset is, amikor a tiltott sávok nem fednek át egyensúlyban.

A határfelületen a felületi energiaszintek nem mozdulnak el, így amikor a két félvezető tartomány azonos potenciálra kerül, a sávok elhajlanak. Ez a felület közelében a betöltöttség megváltozásához vezethet. Az esetleges akkumulációs rétegek, kiürített tartományok, illetve inverziós rétegek nagyban befolyásolják a felület elektromos jellemzőit, például hogy folyhat-e a felületen át áram, vagy sem.

## Alkalmazásai

### Lézer
A heteroátmenetek lézeres alkalmazását először Kroemer javasolta 1963-ban. Munkájában felhívta a figyelmet arra, hogy ilyen szerkezetben a lézerjelenség kiváltásához szükséges populációinverzió hatékonyan előidézhető. Az általa javasolt szerkezet előállításához a rétegleválasztási eljárások fejlődése is szükséges volt, de a ma már ipari sztenderdnek tekinthető GaAs–AlGaAs heteroátmeneten alapuló lézerek is ezt az elvet követik.

### Tranzisztor
A heteroátmeneten alapuló kialakítású HEMT-eszközökben (high electron mobility transistor, nagy elektronmobilitású tranzisztor) nagyfrekvenciás, akár 500 GHz frekvencia feletti működés is megoldható. A heteroátmeneti szerkezet és a dópolási profil megfelelő kialakítása hatására az ilyen eszközökben kétdimenziós elektrongáz alakul ki, mely a tranzisztor igen kis veszteségű, és nagy elektronmobilitást képviselő csatornáját alkotja.

## Fordítás
Ez a szócikk részben vagy egészben  a   Heterojunction című angol Wikipédia-szócikk ezen változatának fordításán alapul.  Az eredeti cikk szerkesztőit annak laptörténete sorolja fel. Ez a jelzés csupán a megfogalmazás eredetét és a szerzői jogokat jelzi, nem szolgál a cikkben szereplő információk forrásmegjelöléseként.

### Szakkönyvek, szakcikkek
- Sharma, B. L.. Semiconductor heterojunctions. Pergamon Press (1974). ISBN 978-1-4832-8086-8
- Charles Kittel: Bevezetés a szilárdtest-fizikába. Budapest: Műszaki Könyvkiadó. 1981.   507–509. o.
- Sze, S. M.. Physics of semiconductor devices. Wiley-Interscience (2007). ISBN 978-0-470-06830-4
- Thomas Ihn: Semiconductor Nanostructures: Quantum states and electronic transport. Oxford: Oxford University Press. 2009.  ISBN 9780199534432
- Sólyom Jenő: A modern szilárdtest-fizika alapjai II: Fémek, félvezetők, szupravezetők. Budapest: ELTE Eötvös Kiadó. 2010.  ISBN 9789633120286
- De Wolf, Stefaan, Antoine Descoeudres, Zachary C. Holman, Christophe Ballif (2012. január 8.). „High-efficiency Silicon Heterojunction Solar Cells: A Review”. green 2 (1), Kiadó: Walter de Gruyter GmbH. DOI:10.1515/green-2011-0018. ISSN 1869-876X.

### Tananyagok, ismeretterjesztő weblapok
- Hevesi Imre, Gyémánt Iván Károly. Félvezető átmenetek, Félvezető optika: Félvezető foton-források és foton-detektorok – Egyetemi segédlet. Hozzáférés ideje: 2017. szeptember 1.